# RSGC3
RSGC3 (Red Supergiant Cluster 3) es un cúmulo abierto masivo y joven perteneciente a la Vía Láctea. Fue descubierto en 2010 con los datos del sondeo GLIMPSE. El cúmulo se encuentra en la constelación de Scutum, a una distancia aproximada de 7 kpc del Sol. Probablemente se encuentra en la intersección del extremo norte de la Barra Larga de la Vía Láctea y la parte interna del Brazo de Scutum-Centauro, uno de sus dos brazos espirales principales.
La edad de RSGC3 se estima entre 18 y 24 millones de años. Los 16 miembros del cúmulo de supergigantes rojas detectados, con masas de entre 12 y 15 M☉, son progenitores de supernovas de tipo II. El cúmulo está muy oscurecido y no se ha detectado en luz visible. Se encuentra cerca de otras agrupaciones de supergigantes rojas conocidas como RSGC1, Stephenson 2, Alicante 7, Alicante 8 y Alicante 10. La masa total de RSGC3 se estima en 20 000 M☉, lo que lo convierte en uno de los cúmulos abiertos más masivos de la galaxia.
Investigaciones posteriores han identificado una población de al menos 30 supergigantes rojas adicionales en las proximidades de RSGC3, siete de las cuales están estrechamente agrupadas y se supone que forman un cúmulo denominado Alicante 7. El número de supergigantes rojas identificadas en las diversas áreas pequeñas estudiadas en esta región del cielo representa una fracción significativa de todas las conocidas en la galaxia, lo que sugiere propiedades muy inusuales para la región cercana al final de la barra galáctica.